# Ypsilon Phoenicis
Ypsilon Phoenicis är en dubbelstjärna i stjärnbilden Fenix. Komponenterna är en vit och en gulvit stjärna i huvudserien.
Dubbelstjärnan har visuell magnitud +5,21 och är synlig för blotta ögat vid normal seeing. Den befinner sig på ett avstånd av ungefär 185 ljusår.